# Ратлеџ (Минесота)
Ратлеџ (енгл. Rutledge) град је у америчкој савезној држави Минесота.

## Демографија
По попису из 2010. године број становника је 229, што је 33 (16,8%) становника више него 2000. године.
| Група             | 2000.       | 2010.       |
| Белци             | 190 (96,9%) | 222 (96,9%) |
| Афроамериканци    | 0 (0,0%)    | 3 (1,3%)    |
| Азијати           | 0 (0,0%)    | 0 (0,0%)    |
| Хиспаноамериканци | 3 (1,5%)    | 1 (0,4%)    |
| Укупно            | 196         | 229         |